# Entadella
Entadella is een geslacht van weekdieren uit de klasse van de Gastropoda (slakken).

## Soort
- Entadella entadiformis Páll-Gergely & Hunyadi, 2016